# Tad Szulc
Tadeusz Witold Szulc (* 25. Juli 1926 in Warschau; † 21. Mai 2001 in Washington, D.C.) war ein US-amerikanischer Journalist und Sachbuchautor polnischer Abstammung.

## Leben
Szulc wurde als Sohn von Seweryn und Janina Baruch Szulc geboren. 1941 emigrierte er nach Brasilien, 1949 kam er nach New York City.
In Washington, D.C. war Szulc Auslandskorrespondent von 1953 bis 1972 der New York Times.
Am 6. April 1961 schrieb Szulc einen Artikel, der die von der CIA unterstützte Invasion in der Schweinebucht auf Kuba voraussagte. Vor der Veröffentlichung auf der Titelseite der Ausgabe des folgenden Tages kürzte die Redaktion jedoch einige Angaben aufgrund von Bedenken um den Schutz der nationalen Sicherheit. Die Invasion fand neun Tage später tatsächlich statt. Nachdem Präsident Kennedy von diesem Artikel erfuhr, führte er persönlich ein Gespräch mit dem Herausgeber der New York Times.
Tadeusz Witold Szulc starb an Leber- und Lungenkrebs. Er hinterließ eine Ehefrau sowie einen Sohn und eine Tochter.

## Werke (Auswahl)
Aufsätze
- Unpleasant truths about Eastern Europe. In: Foreign Policy, Band 102: The Rising East, (1996), S. 52–55, ISSN 0015-7228
- Die Zukunft einer Sonderverwaltungszone. Hongkong vor der Übergabe. In: Blätter für deutsche und internationale Politik, Band 42 (1997), Heft 5, S. 576–586, ISSN 0006-4416

Biografien
- Fidel. A critical portrait. Morrow, New York 1986, ISBN 0-688-04645-2.
- Pope John Paul II. The biography. Pocket Books, New York 1996, ISBN 0-671-00047-0.
  - Deutsch: Papst Johannes Paul II. Die Biografie. DVA, Stuttgart 1996, ISBN 3-421-05040-6.
- Chopin in Paris. The life and times of the great composer (= A Lisa Drew Book). Scribner, New York 1998, ISBN 0-306-80933-8.
- Compulsive Spy. The strange career of E. Howard Hunt. Viking Press, New York 1974, ISBN 0-670-23546-6.

Romane
- To kill the Pope. An ecclesiastical thriller. Scribner, New York 2000, ISBN 0-684-83781-1.
- Diplomatic immunity. New York 1980.
  - Deutsch: Die Botschafterin. Krüger Verlag, Frankfurt/M. 1982, ISBN 3-8105-1710-0.

Sachbücher
- Then and now. How the world has changed since World War II. Morrow, New York 1990, ISBN 0-688-07558-4.
- zusammen mit Karl Ernest Meyer: The cuban invasion. The chronicle of a desaster. Praeger, New York 1968.
- The winds of revolution. New York 1963.
  - Deutsch: Revolution der Sombreros. Lateinamerika heute und morgen. Droemer Knaur, München 1965.
- The Secret Alliance. Farrar Strauss & Giroux, New York 1991.